# Cunninghamia
Cunninghamia (Cunninghamia) er en planteslægt fra Kina og Taiwan med blot to arter:
| Arter |

- Cunninghamia lanceolata
- Cunninghamia konishii – næppe hårdfør i Danmark